# Подводные лодки типа «Сом»
Подводные лодки типа «Сом» — серия российских подводных лодок, построенных в 1904—1906 годах по образцу американской субмарины «Fulton» проекта Holland-VIIR Джона Филипа Холланда, получившей в России имя «Сом».

## История
В связи с началом Русско-Японской войны перед Морским техническим комитетом встала задача по максимально быстрому усилению флота в целом, и подводного флота в частности. Наряду с ведущимися отечественными разработками велись работы по приобретению иностранных образцов. 27 февраля 1904 года Невский судостроительный завод получил от Морского технического комитета (МТК) заказ на строительство пяти подводных лодок по проекту Голланда. 28 апреля 1904 года подводная лодка «Fulton» проекта Holland-VIIR, построенная в 1901 году была куплена у фирмы Голланда и стала образцом для строительства серии в России. 31 мая 1904 года «Фултон» получил новое имя — «Сом».
Корпуса лодок строились из российских материалов, а механизмы и оборудование закупались в США. 15 июня 1905 года начались ходовые испытания первой из построенных лодок, а к 25 мая 1906 года все пять лодок были сданы в эксплуатацию. 4 июля 1907 года руководство Невского завода предложило МТК построить ещё одну лодку, на что Морской комитет ответил согласием. Седьмая лодка, получившая имя «Судак», была построена в 1907 году.
В ноябре 1907 года подводная лодка «Щука» участвовала в пробных подлёдных плаваниях.
В 1909 году пять лодок были переоснащены дизельными двигателями фирмы «Л. Нобель» вместо бензиновых. Одна из лодок, «Белуга», получила керосиновый мотор производства фирмы «Кёртинг».
Лодки принимали участие в Первой мировой войне, выходя в патрулирования на Балтике.
Базируясь в Либаве, лодки участвовали в совместных учениях, отрабатывая приёмы взаимодействия в атаке.
Головная лодка проекта «Сом» погибла в 1916 году. Остальные шесть лодок были захвачены Германией в 1918 году, затоплены Антантой в 1919 году.
«Сом» обнаружен в июле 2015 года поисковой командой «Ocean X Team» у берегов Швеции. По сообщению представителя ВМФ Швеции, лодка затонула в 1916 году после столкновения со шведским пароходом.

## Сравнительная оценка
Лодки типа «Сом» отличались сравнительно высокой подводной скоростью, сравнительно хорошей мореходностью, простотой и продуманностью конструкции. Также, достоинством проекта было сравнительно небольшое время погружения. Лодки прослужили в составе флота 13 лет, что было весьма большим сроком.
Субмарина «Fulton»/«Сом» Джона Филипа Холланда в США послужила прототипом для строительства подводных лодок типа «Плунжер».

## Представители
| Название | Иллюстрация | Дата закладки | Спуск на воду   | Ввод в строй     |
| -------- | ----------- | ------------- | --------------- | ---------------- |
| Сом      |             | 1901          | 2 июня 1901     | 26 сентября 1904 |
| Щука     |             | 10 мая 1904   | 15 октября 1904 | 17 июня 1905     |
| Пескарь  |             | 10 мая 1904   | октябрь 1905    | 25 мая 1906      |
| Стерлядь |             | 10 мая 1904   | 1905            | май 1906         |
| Белуга   |             | 10 мая 1904   | октябрь 1905    | 2 мая 1906       |
| Лосось   |             | 10 мая 1904   | сентябрь 1905   | май 1906         |
| Судак    |             | 1907          | 1907            | 1907             |